# Alfred Lair de Beauvais
Pour les articles homonymes, voir Lair de Beauvais et Lair (homonymie).
Louis-François-Alfred Lair de Beauvais, né à Bayeux le 26 janvier 1820 et mort à Dreux le 25 mai 1869, est un compositeur français.

## Biographie
Fils d’Édouard Lair de Beauvais, architecte à Bayeux, Alfred cultiva de bonne heure ses dispositions pour la musique, et conduisit ses études assez loin pour pouvoir aborder avec un égal succès le genre sacré et le genre profane. Il publia beaucoup, et il obtint même, avec quelques-unes de ses romances, chantées par les artistes en renom, un succès de vogue.
Il eut été d’autant plus facile à Lair de Beauvais de donner satisfaction à ses inclinations artistiques, qu’il se trouvait à la tête d’une belle fortune, mais il ne sut que la gaspiller dans de folles entreprises ; ainsi, en 1846, il fonda à Bayeux le Courrier musical du Calvados, feuille mensuelle d’abord, puis bientôt semi-mensuelle, avec musique et portraits ; et, pour se montrer gracieux envers ses abonnés, il leur offrit, avec le concours d’artistes renommés, deux concerts, l’un à Caen, l’autre à Bayeux. Ce journal ne vécut guère plus d’un an.
Quelques années après, Lair de Beauvais établit dans sa ville natale une maison pour la vente des pianos et des orgues, entreprise qui ne réussit pas mieux que le Courrier musical du Calvados. En octobre 1859, il vint se fixer à Caen, comme professeur de musique, et il organisa, pour faire entendre ses œuvres, quelques grandes exécutions musicales, entre autres un festival auquel Masson, Roger et Lefort apportèrent le concours de leur talent.
Son séjour à Caen dura peu ; Lair de Beauvais se transporta ses pénates à Brest, où il fonda une société musicale qui devint bientôt prospère ; mais l’esprit de conciliation lui manquait complètement : brouillé avec tout le monde, il dut quitter Brest, et il se rendit à Paris.
À peu près ruiné, ne comptant plus sur la musique pour trouver des moyens d’existence, il essaya de diverses industries, et ne réussit dans aucune. Enfin, il fut trop heureux de pouvoir accepter la place qu’on lui offrait, d’organiste de l’église Saint-Pierre, à Dreux, ville où il devait achever sa vie.
Les compositions de Lair de Beauvais annoncent un musicien instruit, mais peu original ; s’il n’a rencontré que de loin en loin d’heureuses inspirations, au moins a-t-il montré partout de la clarté et de la franchise. Lair de Beauvais est auteur d’un Traité des principes théoriques qui régissent la musique, publié à Paris, chez Dentu, en 1862, br. in-8°. Sa musique religieuse lui avait valu les titres très enviés de membre de l’Académie pontificale de Sainte-Cécile de Rome, et de l’Académie des beaux-arts de Florence.

## Principales œuvres
Musique religieuse
- Messe solennelle à trois voix d’hommes avec orgue ou orchestre, Paris, Richault ;
- Te Deum, à 4 v. sans acc., id., id. ;
- Te Deum, à quatre v. d’hommes, orgue et orchestre, id., id. ;
- Inviolala, motet pour soprano ou ténor, id., id. ;
- Regina Cali, solo de soprano ou ténor, id., id. ;
- Salve Regina, id., id. ;
- Subtuitm presidium, pour soprano ou ténor, id., id. ;
- ‘l’uni uni ergo, pour soprano ou ténor, id., id. ;
- Les Litanies, de la Sainte Vierge, paroles françaises, solo de soprano, id., id. ;
- lu Journée sainte, recueil de six cantiques à 3 voix, Paris, Heugel et Cie.

Scènes, mélodies, etc.
- Éphraïm, scène biblique, Paris, Richault ;
- Le premier concert, grande scène lyrique, id., id. ;
- Une étoile dans les deux, grande scène dramatique, id., id. ;
- Les deux Captives, nocturne à 2 v. id., id. ;
- Gloire du monde, mélodie avec violoncelle, id., id. ;
- Le Testament divin, mélodie, id., id. ;
- La Reine du Coteau, chanson pour soprano et hautbois, id., id.
- L'avalanche, scène pour piano et chant (paroles de Mr Lacoste du Bouig), Paris, Lacoste Frères

Chœurs
- Hymne à la terre, à 4 voix d’hommes (sans acc.), Paris, Richault ;
- Une promenade à la mer, id., id. ;
- Une halte de Bohémiens (avec piano), id., id. ;
- Les Charbonniers de la Forêt-Noire (id.), id., id.

## Source
- François-Joseph Fétis, Arthur Pougin, Biographie universelle des musiciens et bibliographie générale de la musique, Paris, Firmin-Didot, 1881, p. 64.